# Helmut Koch (Musiker)
Helmut Koch (* 5. April 1908 in Barmen; † 26. Januar 1975 in Berlin) war ein deutscher Dirigent und Chorleiter.

## Musikalischer Weg
Da der Kauf eines Klaviers für die Eltern unerschwinglich war, erlernte Helmut Koch seit seinem zwölften Lebensjahr das Violinspiel. Mit sechzehn Jahren übersiedelte die Familie nach Essen. Der Geigenunterricht wurde weitergeführt und Helmut Koch nahm außerdem, nachdem er das Realgymnasium verlassen hatte, auch Unterricht in Musiktheorie und Tonsatz. Er nahm ein Studium an der Rheinischen Musikschule in Köln auf und blieb dort bis zur Gründung der Essener „Folkwangschule“. Obwohl ihm die Dirigentenlaufbahn vorschwebte, entsprach er dem Wunsch seiner Eltern, sich zunächst auf die seminaristische Ausbildung zu konzentrieren und die staatliche Privatmusiklehrerprüfung zu absolvieren.
1928 lernte er als Teilnehmer eines Dirigentenkurses Hermann Scherchen kennen. Dieser schlug ihm vor, an einem vierwöchigen Musikfest in Winterthur (Schweiz) als Geiger und Bratscher teilzunehmen, um seine Kenntnisse im Orchesterspiel zu erweitern.
Während dieser Zeit entschloss sich Scherchen, Helmut Koch als Privatschüler weiter auszubilden, er verhalf ihm außerdem zu einer Tätigkeit als Tonmeister und Assistent mit Dirigierverpflichtung beim damaligen Ostmarken-Rundfunk in Königsberg, welche Koch 1929 bis 1931 innehatte.
1931 übersiedelte Koch auf Anraten Scherchens nach Berlin, wo er die Leitung eines der größten Arbeiterchöre, des Berliner Schubertchores, übernahm. In Berlin wurde Helmut Koch dann als Dirigent von Arbeiterchören bekannt.
Da der politische Druck der Nationalsozialisten auf die Programmgestaltung immer stärker wurde, zog er sich aus seinem bisherigen Tätigkeitsgebiet zurück und nahm eine Stellung als musikalischer Aufnahmeleiter bei den Schallplattenfirmen „Kristall“ und „Odeon“ an. Koch war Mitglied der NSDAP.
Innerhalb seiner beruflichen Tätigkeit kam es zur Zusammenarbeit mit dem Concertgebouw-Orchester in Amsterdam.
Das Repertoire der Rundfunkaufnahmen und Schallplatteneinspielungen umfasste im Wesentlichen Werke des klassischen Erbes.
Unmittelbar nach dem Krieg gründete Koch verschiedene Berufs- und Laienchöre. Noch im Jahre 1945 schloss er auf Wunsch des Berliner Rundfunks die 26 qualifiziertesten Sänger verschiedener Berufschöre unter dem Namen „Solistenvereinigung des Berliner Rundfunks“ zu einem festangestellten Berufschor zusammen.
In seiner Tätigkeit beim Berliner Rundfunk gründete er außer der „Solistenvereinigung“ noch den „Großen Chor des Berliner Rundfunks“ und das Kammerorchester Berlin.
Helmut Koch setzte sich für die enge Zusammenarbeit von Berufs- und Laienkünstlern ein und gründete 1963 nach dem Mauerbau die Berliner Singakademie nach Vorbild der im Westteil der Stadt fortbestehenden Sing-Akademie zu Berlin.
Auch als Interpret bedeutender Instrumentalwerke erwarb sich Helmut Koch Verdienste: Für seine Interpretationen des L’Orfeo von Monteverdi und der „Volkslieder und Madrigale des 17. und 18. Jahrhunderts“ verlieh ihm die französische Schallplattenindustrie zweimal den Grand Prix du Disque.
Bei Instrumentalinterpretationen reichte das Repertoire von Bach, Händel über Mozart und Mendelssohn bis zum Gegenwartsschaffen. So förderte er besonders die Werke solcher Komponisten wie Hanns Eisler, Fritz Geißler, Ernst Hermann Meyer und Ruth Zechlin. Schließlich ist Helmut Koch auch als Interpret Händelscher Opernwerke zu nennen (u. a. Julius Cäsar und Ezio an der Deutschen Staatsoper Berlin).
Koch war ab 1950 Kandidat und ab 1954 Mitglied der Sozialistischen Einheitspartei Deutschlands (SED).

## Ehrungen und Auszeichnungen
Koch wurde zweimal mit dem Nationalpreis der DDR für Kunst und Literatur ausgezeichnet, 1949 erhielt er den Preis III. Klasse und 1959 den Preis II. Klasse. 1951 wurde Koch zum Professor an der Deutschen Hochschule für Musik zu Berlin ernannt. 1959 wurde er mit dem Händelpreis des Bezirkes Halle ausgezeichnet. 1963 erhielt er die Berufung zum Generalmusikdirektor und gleichfalls zum Direktor der Berliner Singakademie. 1965 erfolgte die Wahl zum Ordentlichen Mitglied der Akademie der Künste der Deutschen Demokratischen Republik. 1968 wurde er mit dem Vaterländischen Verdienstorden in Silber und 1973 in Gold ausgezeichnet.

## Musikauffassung
Für Helmut Koch war die Musik – alte wie neue – ein menschenveränderndes Medium, das Komponisten und Interpreten verantwortungsbewusst handhaben sollten. Eine Teilung seiner künstlerischen Aufgaben in eine Art „Werterhaltung“ bei der alten und „Neuerertum“ bei der zeitgenössischen Musik hätte er als absurd zurückgewiesen:

„Weil mir nie ein Mensch begegnet ist“, so äußerte er sich einmal, „der so schizophren war, einerseits museal und andererseits modern zu empfinden. Alles, was wir machen, machen wir für die Menschen, die jetzt leben, als Heutige denken und empfinden.“

Sein philosophischer Standpunkt war geprägt durch das „Jetzt, Hier und Heute“. Zwischen der Pflege des zeitgenössischen Musikschaffens und der Klassik sah er einen engen Zusammenhang.